# Bowie Kuhn
Bowie Kent Kuhn (Takoma Park, 28 ottobre 1926 – Jacksonville, 15 marzo 2007) è stato un dirigente sportivo statunitense, introdotto nella National Baseball Hall of Fame nel 2008.

## Biografia
Kuhn fu il Commissioner della Major League Baseball dal 1969 al 1984. Il suo periodo fu caratterizzato da scioperi (in particolare nel 1981), disaffezione dei proprietari e dalla fine della cosiddetta reserve clause (i giocatori a fine contratto rimanevano cioè di proprietà della squadra), tuttavia la lega ebbe un forte aumento dei ricavi al botteghino (da 23 milioni nel 1968 a 45,5 milioni nel 1983) e dei contratti televisivi.
Kuhn sospese numerosi giocatori per scandali di droga e scommesse e prese forte posizione contro ogni attività che veniva percepita "non nel migliore interesse del baseball".
Il 13 ottobre 1971, le World Series tennero una gara in notturna per la prima volta. Kuhn, che pensava che una gara in notturna potesse attirare più spettatori (piuttosto che a metà pomeriggio in cui la maggior parte dei tifosi erano al lavoro o a scuola), lanciò l'idea alla NBC. Un numero stimato di 61 milioni di spettatori assistette alla partita in tv, un numero mai avvicinato in precedenza.